# Hidemaro Watanabe
Hidemaro Watanabe (渡部 英麿, Watanabe Hidemaro, né le 24 septembre 1924 à Préfecture de Hiroshima au Japon) est un footballeur japonais.